# Diéthyléthanolamine
La diéthyléthanolamine est une molécule organique qui peut être utilisée comme un précurseur de la procaïne. On peut la faire réagir avec l'acide 4-aminobenzoïque pour produire la procaïne. À la température ambiante, le composé prend la forme d'un liquide clair ou jaunâtre, miscible avec l'eau.

## Applications
La diéthyléthanolamine est utilisée comme inhibiteur de corrosion dans les conduites de vapeur ou de condensat. Elle agit par neutralisation de l'acide carbonique et par piégeage de l'oxygène.

## Préparation
La diéthyléthanolamine est préparée commercialement par la réaction de la diéthylamine avec l'oxyde d'éthylène.
(C2H5)2NH + cyclo(CH2CH2)O  → (C2H5)2NCH2CH2OH
Il est également possible de la préparer en faisant réagir la diéthylamine et le 2-chloroéthanol.

## Sécurité
La diéthyléthanolamine est irritante pour les yeux, la peau et le système respiratoire. L'agence américaine Occupational Safety and Health Administration et le National Institute for Occupational Safety and Health ont fixé des valeurs limites d'exposition pour les travailleurs qui manipulent le produit chimique à 10 ppm (50 mg/m3) sur une journée de travail de huit heures.
TCLo : 200 ppm (humain, inhalation).